# Centrale thermique de Lünen
La centrale thermique de Lünen est une centrale thermique en Rhénanie-du-Nord-Westphalie, en Allemagne.